# Antoine Gambi
Antoine Gambi ist ein Politiker und General der Zentralafrikanischen Republik.

## Leben
Gambi, der aus dem Stamm der Yakoma stammt, absolvierte eine militärische Laufbahn und stieg am 15. Januar 2002 im Range eines Obersts als Nachfolger des verstorbenen Generals Ernest Betibangui zum Chef des Generalstabes der Streitkräfte (Forces Armées Centrafricaines) auf. Später wurde er zum Divisionsgeneral befördert und zum Unterstützer des durch einen Militärputsch am 15. März 2003 an die Macht gekommenen Präsidenten François Bozizé. Dennoch wurde er am 5. Juli 2006 von Präsident als Chef des Generalstabes wegen anhaltender Kämpfe im Nordosten des Landes abgesetzt. Nachfolger als Generalstabschef wurde Brigadegeneral Jules Bernard Ouande, der heutige Minister für Nationale Sicherheit.
Später wurde Gambi Berater des Präsidenten in Verteidigungsfragen und Koordinator der Commission Nationale de lutte
contre la Prolifération des armes légères, pour le Désarmement et la Réinsertion (CNPDR) und nahm in dieser Funktion im Oktober 2007 in Brüssel an einem Runden Tisch mit anderen Staaten und multinationalen Partnern zur Situation in der Zentralafrikanischen Republik teil. Darüber hinaus gehörte er im Dezember 2008 in Oslo zu den Unterzeichnern der Konvention zum Verbot von Streumunition.
Am 19. Januar 2009 wurde er von Präsident Bozizé zum Minister für Auswärtige Angelegenheiten, Regionale Integration und Frankophonie im Kabinett von Premierminister Faustin-Archange Touadéra ernannt.